# Diocese de Belfort-Montbéliard
A Diocese de Belfort-Montbéliard (Dioecesis Belfortiensis-Montis Beligardi), é uma circunscrição eclesiástica da Igreja Católica Apostólica Romana, criada no dia 3 de novembro de 1979. É presidida por Dom Denis Jachiet.

## Bispos
|        | Nome                               | Período   | Notas                    |        |
| Bispos | Bispos                             | Bispos    | Bispos                   | Bispos |
| ------ | ---------------------------------- | --------- | ------------------------ | ------ |
| 4°     | Denis Jachiet                      | 2021-     | atual                    |        |
| 3°     | Dominique Blanchet, Ist. del Prado | 2015-2021 | Nomeado Bispo de Créteil |        |
| 2º     | Claude Pierre Charles Schockert    | 2000-2015 |                          |        |
| 1º     | Eugène Georges Joseph Lecrosnier † | 1979-2000 |                          |        |